# Isla Loma del Agua
Isla Loma del Agua är en ö i Mexiko. Den ligger i delstaten Tamaulipas, i den nordöstra delen av landet. Arean är 0,96 kvadratkilometer.